# 八門五歩用功法
八門五歩用功法(はちもんごほようこうほう)は、中国武術の、伝統拳としての楊式太極拳の楊振鐸(永年楊氏四世)のもとに家伝として残され、楊澄甫の作と伝わる三十二の理論書のひとつ。
八門五歩用功法　　　楊澄甫　伝
八卦五行、是人生成固有之良、必先明「知覺運動」四字之本由、
知覺運動得之後、而后方能懂勁、由懂勁後、自能接及神明矣！
然用功之初、要知知覺運動雖固有之良、亦甚難得之於我也！